# Джордж Гейворд
Джордж Гейворд (англ. George Jonas Whitaker Hayward; 9 червня 1839 — 1870) — англійський мандрівник, який відвідав у 1868 році, після братів Шлагінтвейт, з науковими цілями, Східний Туркестан. Визначив становище Кашгара та Яркенда. Став жертвою підозрілості тубільців у долині Яссіна у 1870 році.

## Ранні роки

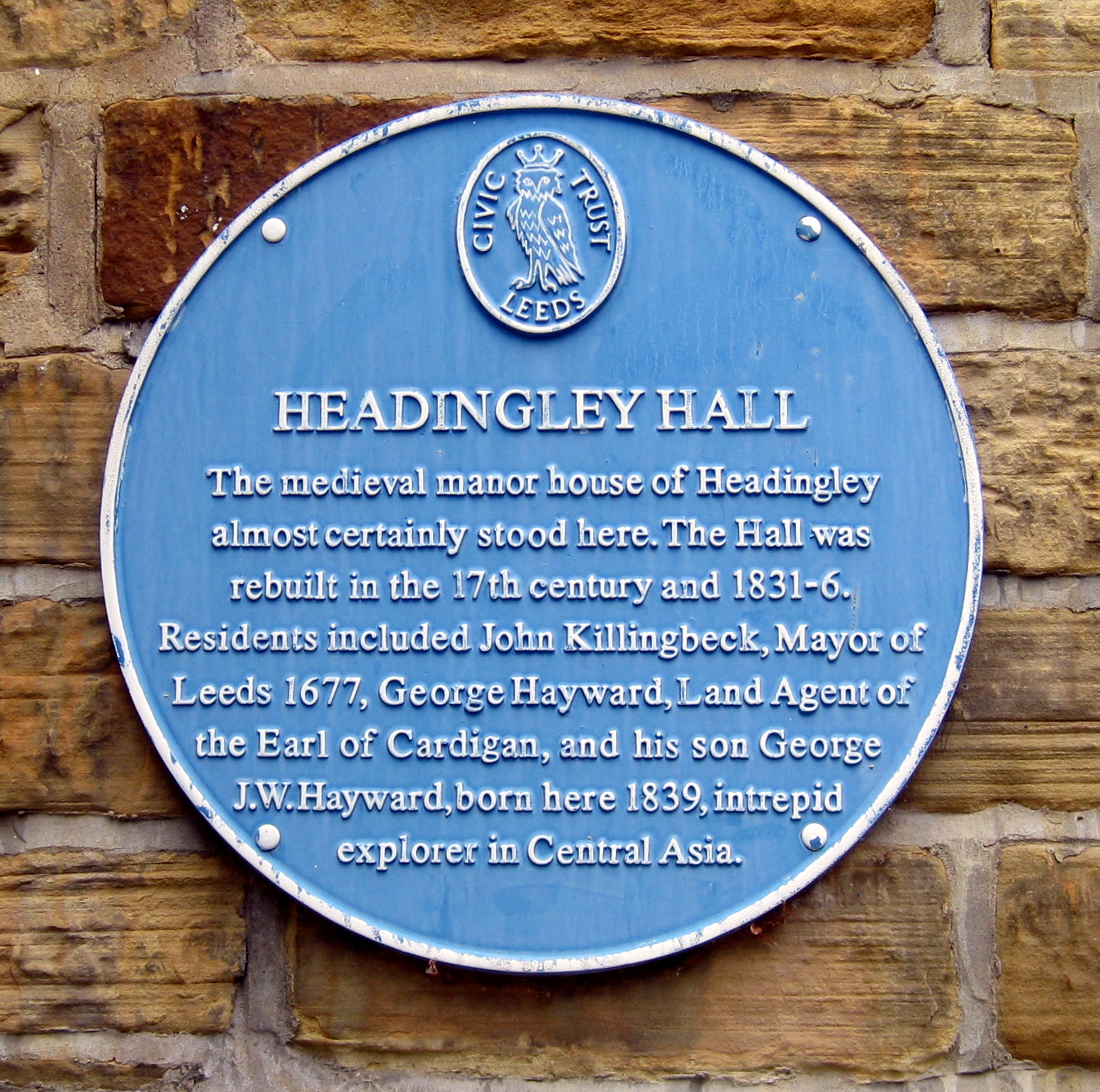
Меморіальна таблиця на Гедінглі-Голл, де народився Джордж Гейворд

Довгий час вважалося, що Гейворд був ірландцем, але у 1990-х роках Чарльз Тімміс з'ясував, що місце народження майбутнього дослідника — Гедінглі-Голл на околиці Лідса. Батька також звали Джордж Гейворд, він був керівником, який працював на графа Кардігана. Мати звали Елеонора Вітакер, вона померла, коли синові було близько шести років. Навчався у Форест-скул на півночі Лондона. У 1859 році вступив до Британської армії у званні енсина. Був направлений до Мултана (Індія, нині в Пакистані) з 89-м піхотним полком. У 1863 році купив звання лейтенанта, після чого у 1864 році його перевели у Камеронський полк горянинів. У 1865 році продав звання й у 1865 році пішов з армії.

## Королівське географічне товариство
Гейворд повернувся до Англії у 1868 році. Він звернувся до сера Генрі Роулінсона, віцепрезидента Королівського географічного товариства, з проханням направити на дослідження до Центральної Азії та західних Гімалаїв. Йому надали 300 фунтів стерлінгів, геодезичне обладнання, інструменти для складання карт і вказівку досягти й обстежити ще не нанесені на карту гори Паміру. Він виявився єдиним дослідником, який отримав фінансування від Королівського географічного товариства під час «Великої гри».

## Політичні тертя у Центральній Азії
Гейворд попрямував на Памір під час експансії світових імперій до Центральної Азії. На півдні Британська імперія з Індії розширювала та зміцнювала свої позиції на півночі. З півночі Російська імперія швидкими темпами розширювала свою територію. Росіяни швидко досягли Середньої Азії, і на територію, яка швидко стискалася та розділяла конкурентів, були направлені таємні агенти та розвідники. Влада тут належала диким племенам і деспотичним правителям, а рельєф робив її одними з найнебезпечніших місць на Землі.
Хоча Королівське географічне суспільство було суворо аполітичним, його глава Роулінсон був також членом урядової Ради Індії та відомим русофобом. Тому часто висловлювалося припущення, що експедиція Гейворда мала політичне підґрунтя.

## Подорож у Кашгар і Яркенд
Офіційна місія Королівського географічного товариства Гейворда — дослідження Паміру, маршрутів через гори та підходів до них. Отримавши відмову з боку офіційних осіб на прохід до Паміру через північно-західний кордон з Індії, він вирушив у Ладакх і далі у Кашгар із наміром дістатися Паміру звідти.
Одночасно з ним тим же маршрутом рухався Роберт Шоу, дядько сера Френсіса Юнгхазбенда. Мабуть, Шоу обурювало присутність Гейворда, і хоча вони часто знаходилися за кількасот метрів один від одного, зустрілися англійці лише один раз на початку свого шляху до Кашгару. До наступної зустрічі минуло кілька місяців.
В очікуванні дозволу продовжити рух на кордоні з Кашгаром, Гейворд втік від охоронців і витратив 20 днів на вивчення та складання схеми річки Яркенд.
Шоу прибув до Кашгару у грудні 1868 року, попередньо відправивши Якуб-беку посланців із подарунками. Якуб-бек щойно став правителем Кашгара, після того, як китайців вигнали з країни під час Дунганського повстання. Через кілька тижнів після прибуття Шоу його наздогнав та приєднався Гейворд, який не надсилав подарунків правителю, але переконав прикордонників, що прибув із Шоу. Шоу був незадоволений, оскільки сподівався, що Гейворда зупинять на кордоні.
У Яркенд Гейворд і Шоу окремо утримувалися під домашнім арештом. Через деякий час Шоу отримав дозвіл вирушити до Кашгару для зустрічі з Якуб-беком. Після теплого прийому Шоу зрештою знову опинився під домашнім арештом. Через кілька тижнів у Кашгар прибув Гейворд, якого також помістили під домашній арешт. Англійці періодично спілкувалися між собою у вигляді таємних записок.
Ні Хейворд, ні Шоу не знали, що їх утримували, доки Якуб-бек чекав на відповідь від свого недавнього посла у Росії. Позитивної відповіді з Росії не надійшло, і Шоу знову дозволили зустрітися з беком. Після цього йому дозволили повернутися додому, а також взяти з собою Гейворда та Мірзу Шуджі, пандіта, який досліджував регіон для Британії.
За зусилля з дослідження гір Куньлунь і Каракорум та річки Верхній Яркенд під час подорожі до Кашгару Гейворда нагородили золотою медаллю Королівського географічного товариства.

## Гімалаї, Гіндукуш та джерело Амудар'ї
У листопаді 1869 року Гейворд вирушив у наступну подорож на північ через Гімалаї. Майже без запасів або спорядження, він у розпал зими подолав приблизно 480 км до Гілгіта. Зимовий похід зайняв два місяці замість десяти-двадцяти днів, достатніх для подолання відкритих гірських перевалів.
Під час подорожі регіоном йому довелося перетнути зону воєнних дій між кашмірськими індусами та мусульманським Дардистаном. У пошуках нового шляху до Паміру Гейворд відвідав Ясинську долину та потоваришував з Мір-Уалі, який переконав, що до літа подолати Гіндукуш неможливо.
Гейворд повернувся до Індії, знову подолавши Гімалаї без припасів у розпал зими. Після повернення він написав листа до колкатської газети, де розповів про звірства, вчинені кашмірцями проти жителів Ясина. Публікація листа викликала невеликий політичний скандал, оскільки махарадж Кашміра Ранбір Сінгх був британським союзником і васалом. Через неприязне ставлення Гейворд розірвав зв'язки з Королівським географічним товариством.
У червні 1870 року, коли гірські перевали відкрилися, Гейворд знову попрямував на північ. Він перетнув територію Кашміру та легко досяг Гілгіта, у середині липня знову діставшись до Ясинської долини. Далі дослідник пройшов до перевалу Даркот на краю долини. Він майже дістався до Амудар'ї та Паміру.
Вранці 18 липня 1870 року Гейворд провів ніч без сну, отримавши звістку, що на нього можуть напасти. На світанку його зморив сон, і в цей момент на нього напали. Йому зв'язали руки за спиною, потягли до лісу та вбили.

## Смерть
Описи загибелі Гейворда суперечливі та загадкові.
За однією з версій, замах організував Мір-Уалі за наказом Аман уль-Мулька.
За іншою версією, найменш зручною для англійців, за замахом стояв махараджа Кашміра, який помстився за листа про звірства у Дардистані. За цією теорією Махараджа здобув подвійну вигоду: помстився Гейворду та підставив ворога — Мір-Уалі.
Тіло Гейворда знайшов воїн із Кашміру під невеликою купою каміння. Його доставили до Гілгіта та поховали у саду, який згодом став християнським цвинтарем. Надгробок, оплачений махараджем Кашміра, містить напис: «Пам'яті Г. В. Гейворда, власника золотої медалі Лондонського королівського географічного товариства, який був жорстоко вбитий у Дарко 18 липня 1870 року під час своєї подорожі Памірським степом. Цей пам'ятник споруджено доблесному офіцеру та досвідченому мандрівнику на прохання Королівського географічного товариства».
Після смерті Гейворд отримав недостатньо визнання чи нагород. Проте, він виділяється з-поміж дослідників західних Гімалаїв з точки зору тих місць, які досліджував, і чисельності експедицій, які зазвичай складалися з нього самого та трьох — шести носіїв.

## Різне
У 1930-х роках полковник Реджинальд Шомберг, британський мандрівник, пройшов через Даркот і виявив, що місцеві сім'ї зберігають пістолет, телескоп і сідло Гейворда. У 1950-х роках на аукціоні у Лондоні продали шість топографічних акварелей Гейворда, які знайшли на базарі у Мумбаї.
Сер Генрі Ньюболт присвятив Гейворду вірш «Він упав серед злодіїв» (англ. He Fell Among Thieves).

## «Вбивство у Гіндукуші»
Біографія Гейворда «Вбивство у Гіндукуші: Джордж Гейворд і Велика гра», написана мандрівником Тімом Генніганом, вийшла друком у виданні History Press у 2011 році. Історія життя дослідника також коротко висвітлена у книгах «Велика гра» Пітера Гопкірка та «Дослідники західних Гімалаїв» Джона Кея.